# Lara-Isabelle Rentinck
Lara-Isabelle Rentinck, née le 18 août 1986 à Berlin (Allemagne), est une actrice et mannequin allemande.

## Biographie
Elle s'est préparée à sa profession, avec un enseignement de chant et de jeu et un Camera-Acting-Workshop privé.
En 2003 elle est apparue dans une publicité MTV et a joué une année plus tard dans 24 à Berlin.
De février 2005 à octobre 2007, elle joue Kim Seidel dans le Destin de Lisa et Le Destin de Bruno.
En 2006 Lara-Isabelle collabore avec Manuel Cortez pour un CD de chansons baptisé Romeo & Julia.
Elle pose pour le magazine Playboy en août 2016.
En 2019, elle a incarné le rôle d'Amelie Fährmann dans Rote Rosen, une telenovela allemande.

## Filmographie

### Cinéma

#### Longs métrages
- 2009 : Mord ist mein Geschäft, Liebling : UPS-Kurierin
- 2010 : Jerry Cotton : June Clark
- 2018 : Verpiss Dich, Schneewittchen: la réceptionniste

#### Courts métrages
- 2010 : Bullet (court-métrage) : Jasmin

### Télévision

#### Séries télévisées
- 2005-2006 : Le Destin de Lisa (Verliebt in Berlin) : Kimberly Seidel
- 2006-2007 : Le Destin de Bruno (Verliebt in Berlin) : Kimberly Seidel
- 2008 : Die Geschichte Mitteldeutschlands : Anna Elisabeth Schönemann
- 2009 : Hallo Robbie! : Maja Tamm
- 2009 : Der Landarzt : Frau Brandt
- 2009 : Notruf Hafenkante : Gina-Marie Stern
- 2009 : Notruf Hafenkante : Gina-Marie Stern
- 2009 : Unschuldig : Sylvie B.
- 2009 : Soko, brigade des stups (SOKO München) : Alex Jentsch
- 2010 : Alle Jahre wieder : Bunny
- 2011 : Marienhof : Sabina Breuer
- 2011-2016 : Küstenwache : Pia Cornelius
- 2012 : Mick Brisgau : Edith Sunny
- 2012 : Charly la malice (Unser Charly) : Susanne Köster
- 2013 : Kripo Hostein – Mord und Meer : Jette Jessen
- 2015 : Die Rosenheim-Cops : Sina Pollinger
- 2016 : Heiter bis tödlich - Akte Ex : Melanie Karschke
- 2016 : Letzte Spur Berlin : Tina
- 2018 : In aller Freundschaft : Bianka Schultheis
- 2019-2023 : Rote Rosen : Amelie Fährmann

#### Téléfilms
- 2009 : Killerjagd Töte mich wenn du kannst : Opfer Sylvie B.
- 2009 : Le Secret d'une vie (Barbara Wood - Karibisches Geheimnis) : Francesca Fallon
- 2012 : Die Apps : Gugl-Hupf